# Pero certissima
Pero certissima là một loài bướm đêm trong họ Geometridae.